# Rue d'Orléans (Nantes)
Pour les articles homonymes, voir Rue d'Orléans.
La rue d’Orléans est une voie du centre-ville de Nantes, en France.

## Situation et accès
C'est une des principales rues commerçantes du centre-ville. Elle contient entre autres de nombreuses boutiques de mode. Elle relie la place Royale au cours des 50-Otages, en croisant notamment la rue Du Couëdic, puis rencontre le passage d'Orléans et la rue du Bois-Tortu.

## Historique
La parcelle où se trouve la rue était englobée dans l'enceinte construite sous les ordres de Pierre Mauclerc au XIIIe siècle. À peu près à l'angle des actuelles rues d'Orléans et du Couëdic se trouvait la tour Guichard (ou tour des Espagnols). Au XVIIe siècle, la zone est occupée par un cimetière protestant.
Le premier projet d'ouverture est discuté le 17 juin 1791, mais ce n'est qu'en 1825 que la rue est créée, sur une initiative de Bernard des Essarts (qui fut conseiller municipal et adjoint au maire sous la magistrature de Louis-Hyacinthe Levesque) et du receveur général des finances de Loire-Inférieure Louis-Georges Law de Lauriston (frère du maréchal Jacques Alexandre Law de Lauriston). Elle est alignée en 1827 (ordonnance royale du 24 janvier), pour répondre au besoin de meilleure communication entre les parties de la ville situées de part et d'autre de l'Erdre. Depuis l'origine, il s'agit d'une rue très commerçante.
Cette voie a été dénommée « rue Poussin », « rue Charles X », « rue Louis-Philippe Ier » et « rue de la Charte », avant de devenir rue d'Orléans, le 27 septembre 1830. Elle devient « rue du Peuple » en 1848, avant d'être rebaptisée de nouveau rue d'Orléans le 3 juillet 1852.
Au début du XXe siècle, l'artère est parcourue par le tramway. Avant les travaux de comblement de l'Erdre, l'artère était dans l'axe du « pont d'Orléans » qui permettait d'accéder à la rue de la Barillerie, située l'autre rive de la rivière.
La voie subit des dommages lors du bombardement du 16 septembre 1943 : la « pharmacie de Paris », située à l'angle de la place Royale, est touchée et, en flammes, s'écroule sur la rue, ensevelissant un tramway vide.